# فریاد دهکده
فریاد دهکده فیلمی به کارگردانی و نویسندگی احمد صفایی ساختهٔ سال ۱۳۴۴ است.

## خلاصه داستان
یک سروان ژاندارمری به نام چنگیز و همقطارش مأموریت می‌یابند با لباس شخصی به منطقه‌ای ناامن بروند و اهالی را از دست اشرار نجات دهند…

## بازیگران
- ایرج قادری
- آپیک یوسفیان
- منصور سپهرنیا
- عباس مهردادیان
- اکبر هاشمی
- حسن شاهین
- عباس منتجم شیرازی
- شهاب عسگری
- میترا
- فریدون نریمان
- آل بیگی
- ملک پور